# Telma Coelho de Souza
Telma Coelho de Souza es una deportista brasileña que compitió en judo. Ganó una medalla de bronce en el Campeonato Panamericano de Judo de 1985, en la categoría de –61 kg.

## Palmarés internacional
| Campeonato Panamericano | Campeonato Panamericano | Campeonato Panamericano | Campeonato Panamericano |
| Año                     | Lugar                   | Medalla                 | Categoría               |
| ----------------------- | ----------------------- | ----------------------- | ----------------------- |
| 1985                    | La Habana (Cuba)        | Medalla de bronce       | –61 kg                  |